# Chèque numérique
 (avril 2021).
Le chèque numérique (ou pass numérique) est un moyen de paiement qui ne peut être utilisé que pour payer des services de médiation numérique dans des lieux labellisés, déployé à l’échelle nationale à partir de 2018, afin de rendre le numérique accessible pour chaque individu.

## Histoire
Conçu sur le modèle du titre-restaurant ou encore du « bon cadeau », le chèque numérique est un dispositif créé et expérimenté en Gironde à partir de 2015. Le 19 juillet 2018, le président de la République annonce le déploiement national des chèques numériques et l’État lance en 2019 et 2020 des appels à projets.
L’objectif est de rapprocher les citoyens les plus éloignés du numérique (difficultés de connexion, d’accès aux équipements ou de méconnaissance des usages) des lieux qualifiés par une distribution ciblée. Les bénéficiaires reçoivent auprès d’une structure locale un chèque numérique qui leur permet de payer entièrement ou partiellement un service de médiation numérique répondant aux besoins d’accompagnement et d’information dans les usages du numérique.
Dans un contexte de dématérialisation des services administratifs, le développement des chèques numériques s’inscrit dans la volonté de l’État de faciliter les démarches des citoyens. Des acteurs privés peuvent également recourir à l’usage des chèques numériques.  Au-delà de l’impact social d’un numérique inclusif, le commanditaire combine la montée en compétences numériques des bénéficiaires avec ses intérêts de développement d’activité.

## Acteurs
APTIC est un organisme agréé par l’État et opérateur du chèque numérique. Il édite les chèques numériques et mobilise les parties prenantes pour faciliter le déploiement.  
Les commanditaires sont les structures telles que les entreprises, les administrations, les fondations ou les collectivités. Ils financent les chèques numériques par le biais de commandes (contrat ou marchés publics) et qui choisissent les publics prioritaires qu’ils souhaitent viser.
Les prescripteurs ou structures de distribution informent les bénéficiaires potentiels et leur délivrent les chèques numériques.
Les acteurs de proximité sont les professionnels proposant les services de médiation numérique. Cela peut être un espace public numérique, France services, des fablabs, des tiers-lieux, un espace de coworking, des plateformes itinérantes, des classes numériques, un Repair Café, un centre social ou encore une médiathèque.

## Modalités
Un carnet est constitué de 10 chèques. Chaque chèque a une valeur nominale de 10 euros. Les chèques numériques non utilisés sont remboursés au commanditaire sous forme d’avoirs. L’opérateur du chèque numérique se rémunère pour les frais de fabrication et d’édition par une commission de 4% auprès du commanditaire et par une seconde commission de 4% auprès du lieu de formation.